# Sax (kommunhuvudort)
Sax är en kommunhuvudort i Spanien.   Den ligger i provinsen Provincia de Alicante och regionen Valencia, i den sydöstra delen av landet, 300 km sydost om huvudstaden Madrid. Sax ligger 480 meter över havet och antalet invånare är 10 054.
Terrängen runt Sax är kuperad åt sydost, men åt nordväst är den platt.Runt Sax är det ganska tätbefolkat, med 192 invånare per kvadratkilometer. Närmaste större samhälle är Elda, 7,0 km söder om Sax. Omgivningarna runt Sax är i huvudsak ett öppet busklandskap.